# إليانور ماكنزي
إليانور ماكنزي هي عداءة سريعة كندية، ولدت في 29 يونيو 1931 في فانكوفر في كندا.

## وصلات خارجية
- إليانور ماكنزي على موقع أوليمبيديا (الإنجليزية)
- إليانور ماكنزي على موقع اتحاد ألعاب الكومنولث (مؤرشف) (الإنجليزية)